# Lamelligomphus trinus
Lamelligomphus trinus – gatunek ważki z rodziny gadziogłówkowatych (Gomphidae). Występuje w Chinach; stwierdzony w prowincji Jiangxi w południowo-wschodniej części kraju.